# یو عقاب
یو عقاب یک ستاره است که در صورت فلکی عقاب قرار دارد.